# Vasyl Barvinsky

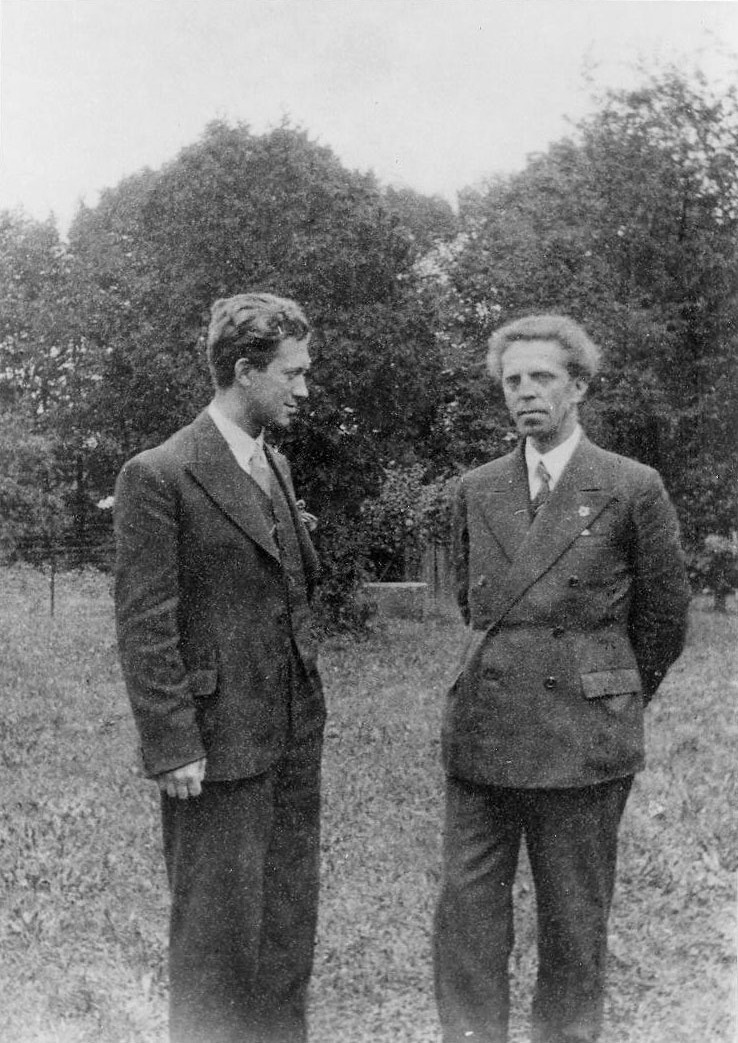
El compositor Joseph Beer ca. 1926 con Vasyl Barvinsky (derecha)

Vasyl Oleksandrovych Barvinsky ( en ucraniano: Василь Олександрович Барвінський) (20 de febrero de 1888-9 de junio de 1963) fue un compositor, pianista, director de orquesta, profesor, y musicólogo.
Barvinsky fue uno de los primeros compositores ucranianos en obtener reconocimiento mundial. Sus piezas se publicaron no solo en la Unión Soviética, sino también en Viena, Leipzig, Nueva York (Universal Edition) y Japón. Barvinsky dirigió una institución musical postsecundaria en la ciudad de Leópolis (1915-1948), el Instituto Superior de Música Lysenko. Actualmente hay una facultad de música que lleva el nombre de Barvinsky en Drohóbych, Ucrania.

## Biografía
Vasyl Barvinsky nació en Ternópil, el 20 de febrero de 1888. Barvinsky descendía de una familia aristocrática antigua. El padre de Barvinsky, Oleksander Barvinsky, fue un famoso pedagogo y político ucraniano. En 1917 fue nombrado miembro de la cámara alta de Austria. La madre de Vasyl, cantante y pianista, Yevheniya Barvinska, se convirtió en su primera profesora de música. Barvinsky se casó con Natalia Puluj, la hija del científico de radiología Ivan Puluj.
En el año 1939 Barvinsky fundó el internado secundario especializado en música de Leópolis que porta el nombre de Solomiya Krushelnytska.
En enero de 1948, Barvinsky y su esposa fueron arrestados por la NKVD. Fue condenado a 10 años de prisión por las autoridades soviéticas. Fue exiliado al GULAG en Mordovia. Cuando fue exiliado, la mayoría de sus obras impresas y escritas a mano fueron quemadas en circunstancias misteriosas en Lviv. Tras su liberación en 1958, intentó reconstruir obras que habían sido destruidas. Muchas de las obras perdidas no fueron redescubiertas hasta después de su fallecimiento mientras que muchas de esas obras siguen perdidas. Barvinsky fue rehabilitado póstumamente en 1964.
Dato curioso: cuando a Vasil Barvinsky los de NKVD le permitieron ver a su esposa, tras años de encarcelamiento y torturas, - solo les permitieron conversar en ruso. Se sentaron uno frente otro en silencio total, sin decir ni una sola palabra.
Fue enterrado en Leópolis en el cementerio de Lychakiv, campo número tres.

## Educación
Barvinsky obtuvo educación musical profesional en el conservatorio de Leópolis. Barvinsky continuó sus estudios musicales en la ciudad de Praga. Entre sus maestros estaban Vilém Kurz y Vítězslav Novák. Cuando comenzó a dar clases, una de sus primeras alumnas fue Stefania Turkewich.

## Obras
Barvinsky escribió múltiples obras. Barvinsky compuso en varios géneros excepto ballet y ópera. Su estilo musical era el romántico tardío con rasgos impresionistas, aunque también fue fuertemente influenciado por el folclore ucraniano. Aunque muchas de las obras de Barvinsky se perdieron, la mayor parte de su herencia creativa permaneció y se representa en todo el mundo.